# Ponos
Ponos (in greco antico: Πόνος?) era lo spirito del lavoro duro e della fatica. Sua madre era la dea Eris (discordia), che era la figlia di Nyx (notte). Era il fratello di Algos, Lete, Limos, e Horkos.